# Японофилия

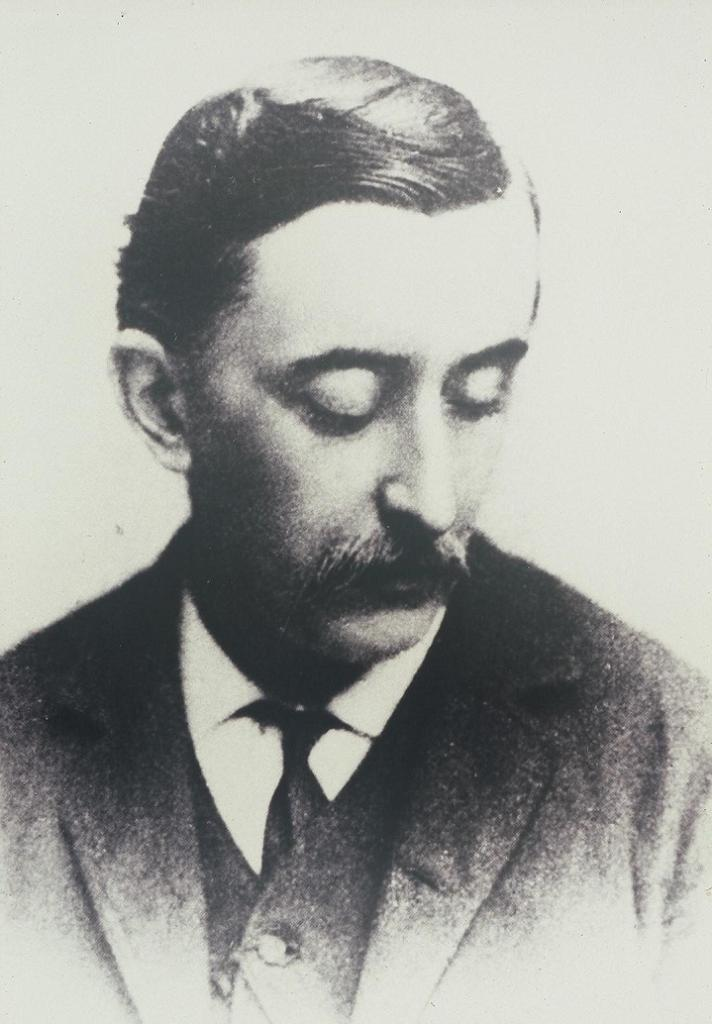
Лафкадио Херн (Коидзуми Якумо), ирландско-греческий прозаик, известный своим сильным интересом к японской культуре

Японофилия — интерес или любовь к Японии, её культуре или в широком смысле любовь ко всему японскому. Люди, долгое время интересующиеся или увлекающиеся Японией, называются японофилы. В японском языке для именования таких взглядов используется слово «синнити» (яп. 親日), состоящее из кандзи «син» (яп. 親), означающего «про» или «за», и «нити» (яп. 日) — первого иероглифа слова Нихон (яп. 日本, «Япония»); в итоге само слово переводится «прояпонский» или даже просто «японский». В самой Японии это слово трактуется как выражение патриотизма и высоких чувств к родине. В английском языке распространено слово weeb, которое сменило weeaboo, которое изначально было оскорбительным.
Термин часто используется в русле международных отношений с Японией. Так, например, во Франции «японофилами» шуточно называли молодёжь, сильно интересующуюся Японией. В то же время власти Тайваня называли свою молодёжь японофилами в негативном ключе и отмечали в стране «ояпонивание», а в Северной Корее само употребление данного термина может расцениваться как открытое признание в государственной измене. В корейском языке также есть термин чхинильпха.